# ABe 4/16
ABe 4/16, znany również pod nazwą marketingową jako Stadler Allegra, to seria wąskotorowych jednosystemowych czteroczłonowych elektrycznych zespołów trakcyjnych eksploatowanych przez szwajcarską firmę Rhätische Bahn (RhB), największego przewoźnika w kantonie Gryzonia (Graubünden).

## Konstrukcja
ABe 4/16, drugi wariant EZT z rodziny Stadler Allegra, różni się od wcześniej produkowanego ABe 8/12 między innymi wyposażeniem w tylko jeden system napięcia (11 kV 16,7 Hz prądu zmiennego), co było podyktowane tym, iż pojazdy z tej rodziny miały być wykorzystywane na regionalnych trasach wokół stolicy Gryzonii, Chur, zastępując starzejące się Be 4/4.
Pięć zamówionych zespołów trakcyjnych miało być wprowadzonych już w 2011, jednak testy w ruchu pasażerskim rozpoczęto w styczniu 2013 roku, dzięki czemu na początku 2014 roku rozpoczęto eksploatację modeli o numeracji 3501 - 3505. Projekt został opracowany przez Stadler Altenrhein, ale w wyniku obciążenia tych zakładów przez produkcję modelu DOSTO dla SBB i Westbahn Allegry zostały zbudowane w zakładach Stadler Wintherthur.
Każdy zespół trakcyjny z tej serii jest wyposażony w dwa pantografy, oba umieszczone na członie napędowym. Dwie osie napędowe są zasilane chłodzonym wodą systemem rozruchu IGBT. Część pasażerska i kabina maszynisty są w pełni klimatyzowane, system informacji pasażerskiej składa się z kilku ekranów LCD. Zamknięty system toalet jest przystosowany dla osób niepełnosprawnych.

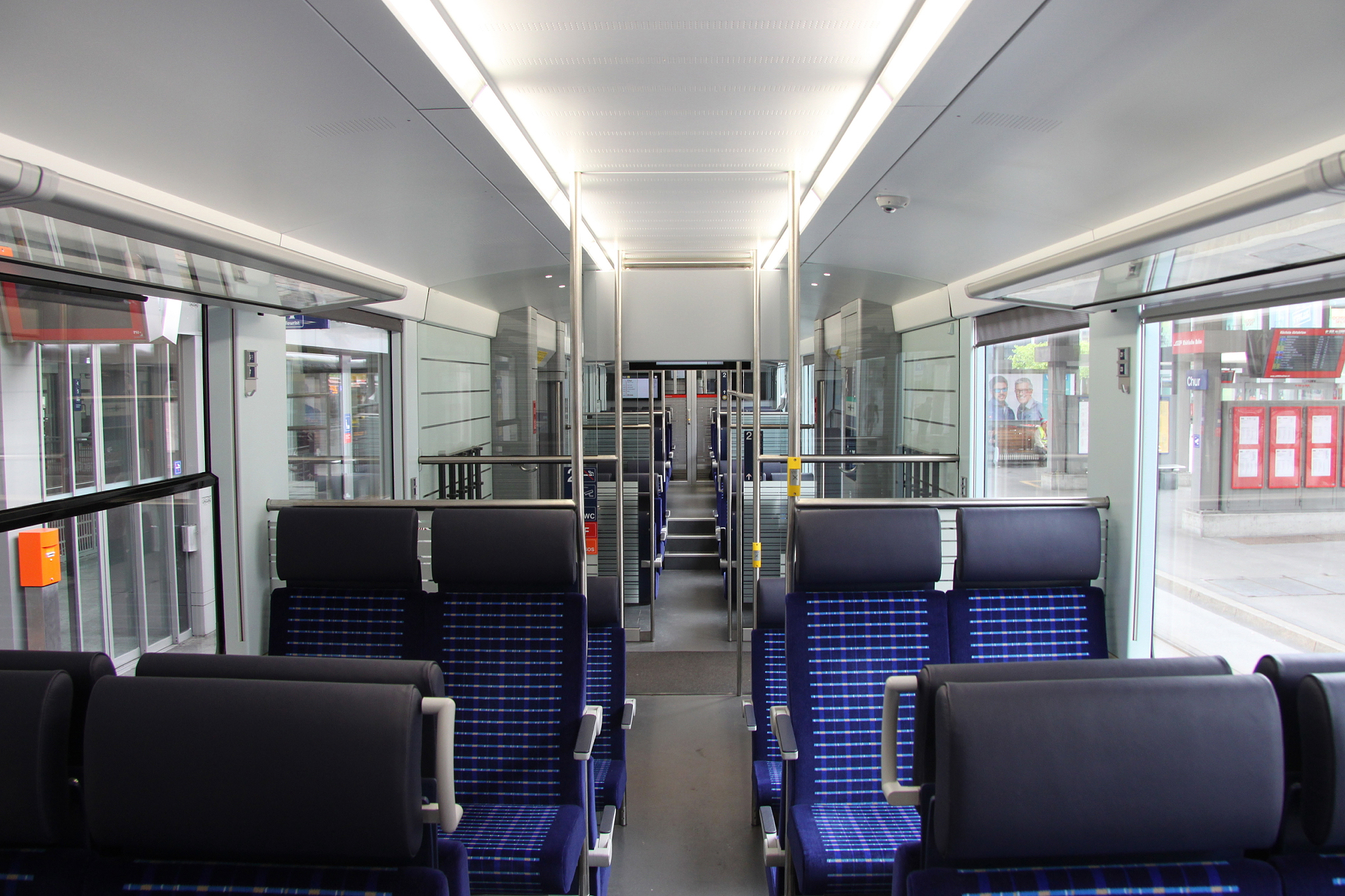
Wnętrze ABe 4/16 3105

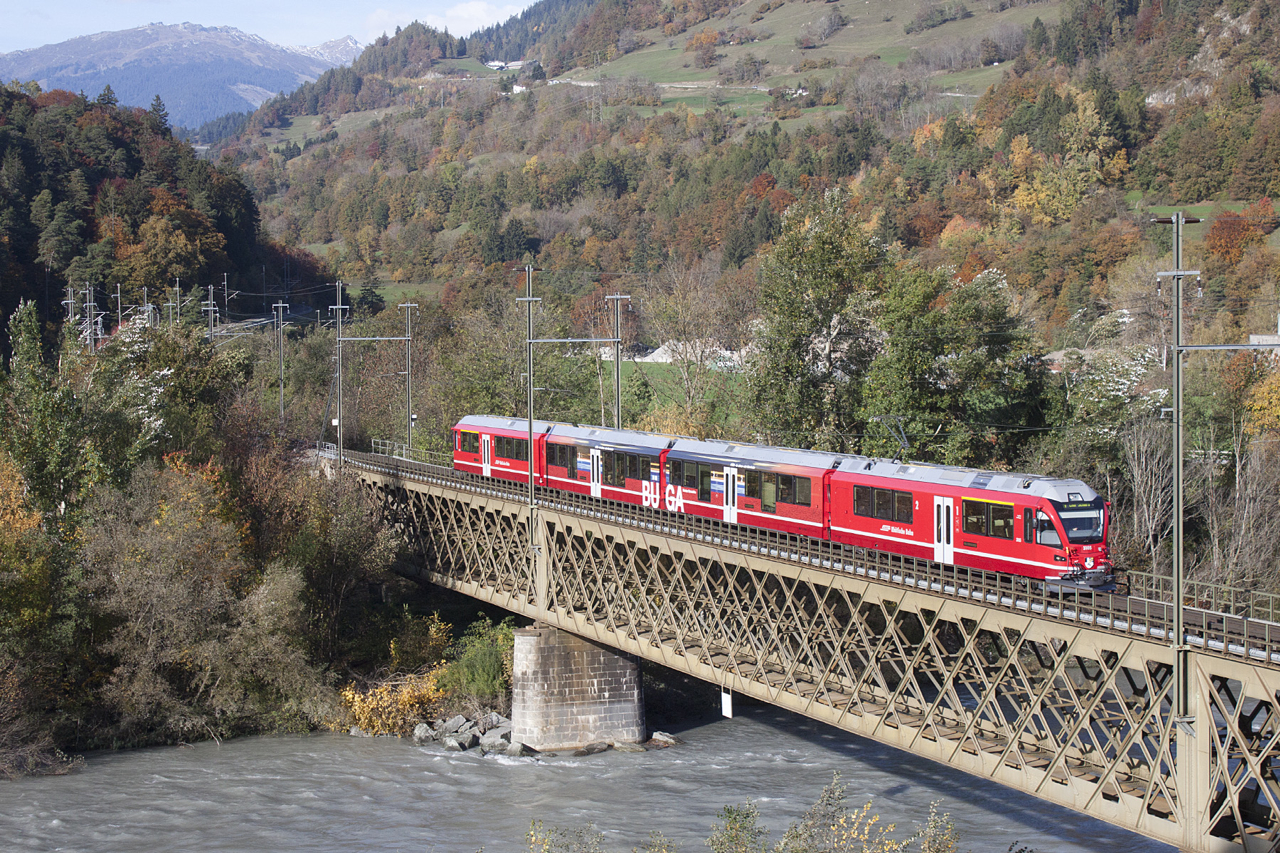
ABe 4/16 3105 na moście w Reichenau

## Lista jednostek i ich nazw
Podobnie jak w przypadku modelu 8/12, każdy egzemplarz ABe 4/16 został ochrzczony.
| Numer | Nazwa                   | Początek eksploatacji | Status   |
| ----- | ----------------------- | --------------------- | -------- |
| 3101  | Meta von Salis          | listopad 2011         | w użyciu |
| 3102  | Richard La Nicca        | maj 2013              | w użyciu |
| 3103  | Hortensia von Gugelberg | luty 2012             | w użyciu |
| 3104  | Achilles Schucan        | czerwiec 2012         | w użyciu |
| 3105  | Angelika Kauffmann      | grudzień 2012         | w użyciu |